# Довгохвостка
Довгохвостка (Takydromus) — рід ящірок з родини справжніх ящірок (Lacertidae). Представники роду поширені в Південно-Східній та Східній Азії. Описано 25 видів.
Інші назви: «трав'яна ящірка», «східний бігунець».

## Опис
Довжина тулуба досягає 7—8 см, хвіст надзвичайно довгий — довший за тулуб й голову разом у 2,5—4 рази. Колір шкіри сірий, зеленуватий, коричневий, оливковий, іноді з темними плямами на спині. Тулуб вкрито доволі великою ромбічною лускою з сильно розвинутими поздовжніми реберцями. Великі черевні щитки розташовані правильними рядками уздовж та поперек. Рядок стегнових пір дуже короткий й має з кожного боку по 1—4 залози.

## Поширення
Представники роду поширені в Південно-Східній та Східній Азії — до М'янми, китайської провінції Ганьсу, Японії, Великих Зондських островів, Приморського краю Росії.

## Спосіб життя
Населяють лісисті місцевості, відкриті трав'яні простори. Ховаються під корою та у дуплах дерев. Живляться комахами та іншими дрібними безхребетними.
Довгохвостки належать до яйцекладних ящірок. Статева зрілість настає в 2 роки. Самиці відкладають до 10 яєць. В окремих видів за сезон буває до 6 кладок.

## Систематика
Описано 25 видів:

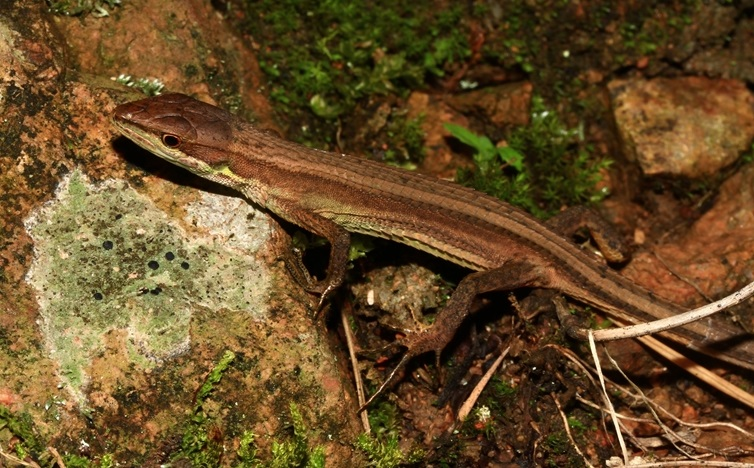
Takydromus septentrionalis

- Takydromus albomaculosus Y. Wang, Gong, Liu & X. Wang, 2017
- Takydromus amurensis (W. Peters, 1881) — Довгохвостка амурська
- Takydromus dorsalis Stejneger, 1904
- Takydromus formosanus (Boulenger, 1894)
- Takydromus guilinensis Guo, Hu, Chen, Zhong & Ji, 2024
- Takydromus hani Chou, Truong & Pauwels, 2001
- Takydromus haughtonianus (Jerdon, 1870)
- Takydromus hsuehshanensis J. Lin & Cheng, 1981
- Takydromus intermedius Stejneger, 1924
- Takydromus khasiensis (Boulenger, 1917)
- Takydromus kuehnei Van Denburgh, 1909
- Takydromus luyeanus Lue & S. Lin, 2008
- Takydromus madaensis Bobrov, 2013
- Takydromus sauteri Van Denburgh, 1909
- Takydromus septentrionalis (Günther, 1864)
- Takydromus sexlineatus Daudin, 1802
- Takydromus sikkimensis (Günther, 1888)
- Takydromus smaragdinus (Boulenger, 1887)
- Takydromus stejnegeri Van Denburgh, 1912
- Takydromus sylvaticus (Pope, 1928)
- Takydromus tachydromoides (Schlegel, 1838)
- Takydromus toyamai Takeda & Ota, 1996
- Takydromus viridipunctatus Lue & S. Lin, 2008
- Takydromus wolteri (Fischer, 1885) — Довгохвостка корейська
- Takydromus yunkaiensis J. Wang, Lyu & Y. Wang, 2019